# Brian Sabean
Brian Sabean (né le 1er juillet 1956 à Concord, New Hampshire, États-Unis) est le vice-président exécutif des Giants de San Francisco, un club de la Ligue majeure de baseball dont il est le directeur général de 1996 à 2015.
Entré en fonctions en octobre 1996, il est l'homme qui a occupé le poste de directeur-gérant le plus longtemps dans l'histoire des Giants et celui qui comptait le plus d'ancienneté parmi les 30 de la Ligue majeure de baseball au moment de céder son poste à Bobby Evans en avril 2015. De 1997 à 2014, les Giants ont remis une fiche gagnante dans 13 saisons sur 18 et, surtout, la franchise qui n'avait jamais remporté de titre depuis son transfert de New York à San Francisco en 1958 a remporté les Séries mondiales de 2010, 2012 et 2014.

## Biographie

### Yankees de New York
Brian Sabean travaille 8 années chez les Yankees de New York, notamment comme directeur du recrutement de 1986 à 1990 et comme vice-président du développement et du recrutement des joueurs de 1990 à 1992. C'est durant cette période que les Yankees, une glorieuse franchise qui stagne depuis la fin des années 1970, découvrent, repêchent ou mettent sous contrat les futures vedettes qui les mèneront à 4 victoires en Série mondiale entre 1996 et 2000 : Derek Jeter, Mariano Rivera, Andy Pettitte et Jorge Posada. Sabean est le vice-président des Yankees à sa dernière année avec le club.

### Giants de San Francisco

#### Débuts
En 1993, Sabean suit Bob Quinn, le manager général des Yankees en 1988-1989 qui vient d'être engagé par les Giants de San Francisco. La transition entre deux emplois ne se fait pas sans heurts puisqu'un litige oppose les deux clubs : les Yankees arguent  que les Giants ont offert de dédommager la perte de leur vice-président en leur cédant deux joueurs d'avenir, Salomon Torres et Joe Rosselli, avant de revenir sur leur promesse. La franchise californienne soutient qu'un tel accord n'a jamais existé. Le baseball majeur laisse les deux parties se disputer à ce sujet, le bureau du commissaire ne pouvant intervenir puisqu'il n'y a ce moment aucun commissaire en poste, Bud Selig n'occupant que de facto la fonction laissée vacante. Les deux jeunes joueurs resteront finalement dans le giron des Giants, mais Torres ne deviendra jamais la vedette espérée,, tandis que Rosselli ne jouera que 9 matchs dans les majeures.
Sabean est vice-président du recrutement et assistant de Quinn pendant 3 ans et est nommé vice-président senior en 1995. Durant l'année 1996, il est annoncé que Quinn quittera bientôt son poste de directeur-gérant pour nommer Sabean comme remplaçant. Ce dernier lui succède effectivement en octobre, prenant la direction d'un club qui vient de connaître trois saisons perdantes de suite en dépit de la présence de la plus grande vedette du baseball, Barry Bonds.

#### 2010-2014: les trois conquêtes de la Série mondiale
Brian Sabean est nommé directeur-gérant de l'année par Sporting News en 2003 et par Baseball America en 2003 et 2012.
Le 3 avril 2015, Sabean, dont l'échéance du contrat était fixée à 2016, signe avec les Giants une prolongation de contrat jusqu'à la fin de la saison 2019 et est promu au poste de vice-président exécutif des opérations baseball. Il cède son poste de directeur général à Bobby Evans à l'ouverture de la saison 2015.